# العباسية (فلسطين)
العباسية قرية فلسطينية تقع على بعد 13 كم شرق مدينة يافا ودمرت عام 1948. حيث احتلتها القوات الصهيونية خلال حرب 1948 وبني على أراضيها وأراضي القرى المجاورة مدينة یهود مونوسون والأجزاء الجديدة من مطار بن غوريون (مطار اللد سابقاً).

## تاريخ القرية
- حسب سجلات الضرائب للدولة العثمانية 1596 فقد كانت تابعة لمدنية الرملة وكان يسكنها 126 أسرة مسلمة.[2]
- في 1838 تمت الإشارة إلى أن قرية أنها قرية مسلمة تابعة إلى اللد [3][4]
- وفي عام 1863 بلغ عدد السكان 1000 نسمة.[5]
- في عام 1922 خلال تعداد السكان وقت الإنتداب البريطاني وصفت بأنها «قرية الطين الكبيرة» حيث بلغ عدد سكانها 2437 نسمة.[6][7]
- وفي عام 1945 بلغ تعداد السكان 5630 نسمة.

## الحالة الإجتماعية والإقتصادية للقرية في عهد الإنتداب البريطاني
في تعداد عام 1922، الذي أجرته سلطات الانتداب البريطاني كان يبلغ عدد سكانها 2437 نسمة، جميعهم من المسلمين في تعداد عام 1931 ازداد العدد حيث بلغ عدد سكانها 3258 نسمة، 3253 منهم من المسلمين وخمسة مسيحيين يقطنون 772 منزلا.
اليهودية وهو الاسم القديم للقرية، ويعتقد أنه مشتق من اسم بلدة يهوذا التوراتية في عام 1932، أطلق على القرية رسميا اسم العباسية،  لأن سكان القرية لا يفضلون أن يطلق عليها هذا الاسم الذي له علاقة مع اليهود، فضلا عن ان الصهاينة استخدموا هذا الاسم لتبرير ملكيتهم في فلسطين، وكان اختيار هذا الاسم في الغالب يرجع إلى الشيخ (عباس) الذي دفن في المدينة وهو أيضا يشير إلى الخلافة الإسلامية العباسية.
وبحلول عام 1945، كان عدد السكان ارتفع إلى 5800 نسمه كان منهم 5630 مسلماً، 150 يهودياً، و 20 مسيحيين يعيشون على مساحة 20540 دونما من الأراضي . وكان يستخدم منها 4099 دونم في زراعة الموالح والموز، وكانت 1019 دونما للطرق أو مزارع، و كان 14.465 دونما تزرع بالمحاصيل الحقلية والحبوب،  في حين كان 101 دونم مساكن وبيوت القرية.

### هجوم العصابات الصهيونية
في 13 ديسمبر 1947، هاجم القرية أربعة وعشرون رجلاً مسلحًا من منظمة إرجون من بلدة بتاح تكفا اليهودية التي كانت بالقرب من القرية. كان المهاجمون يرتدون الزي الكاكي وكانوا يستقلون أربع سيارات. أطلقت مجموعة واحدة النار على أهل القرية بإحدى مقاهي القرية وأطلقت مجموعة أخرى القنابل والقنابل اليدوية في منازل أهل القرية. وكان حصيلة الهجوم مقتل 7 من سكان القرية (العرب)  وأصيب 7 آخرون بجروح خطيرة (كان من بينهم امرأتان وطفلين وأعمارهم تتراوح ما بين 3 و 4 سنوات ) كما تم إطلاق النارعلى عربة مدرعة بريطانية من قبل المهاجمين.

## بعد احتلالها عام 1948
في يوم 13 ديسمبر أمر ديفيد بن غوريون بتدمير القرية مع قرى أخرى طرد أهلها منها.

## السكان اليوم
لجأ سكان القرية إلى مخيم الجلزون، عقبة جبر، بلاطة وغيرها في الشتات.

## أعلام
- أحمد أبو حاكمة، مؤرخ
- طلعت يعقوب، سياسي
- محمد أحمد الظاهر، كاتب
- عايدة الأمريكاني، فنانة